# شهرستان هندرسون (کارولینای شمالی)

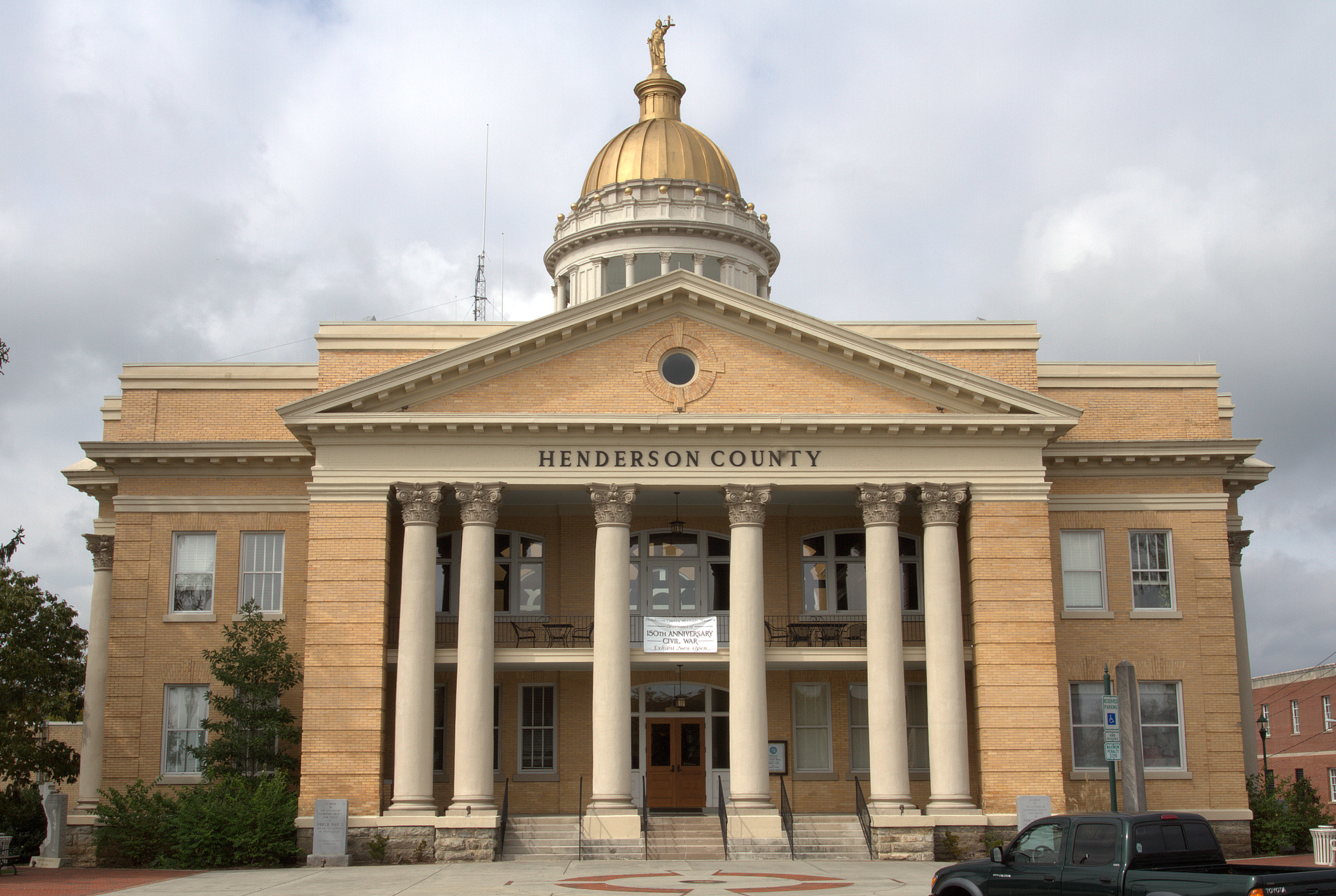
ساختمان دادگستری هندرسون کانتی، کارولینای شمالی

شهرستان هندرسون (انگلیسی: Henderson County) شهرستانی است واقع در ایالت کارولینای شمالی آمریکا. در سرشماری ۲۰۱۰ میلادی جمعیت این شهرستان ۱۰۶٬۷۴۰ نفر بود. مرکز این شهرستان شهر هندرسون‌ویل است.